# Силы природы (фильм)
«Силы природы» (англ. Forces of Nature) — романтическая комедия 1999 года.

## Сюжет
Бен летит к своей подруге, чтобы пожениться, но его самолёт терпит крушение на взлёте. Он помогает своей соседке выбраться из самолёта, и они решают ехать в Саванну по земле вместе, попадая при этом в различные приключения.

## В ролях
| Актёр         | Роль          |
| ------------- | ------------- |
| Бен Аффлек    | Бен           |
| Мора Тирни    | Бриджет Кэхил |
| Сандра Буллок | Сара Льюис    |
| Стив Зан      | Алан          |
| Блайт Даннер  | Вирджиния     |
| Ронни Кокс    | Хэдли         |
| Майкл Фэйрмэн | Ричард Холмс  |
| Ричард Шифф   | Джо           |

## Производство
Съёмки проходили в течение трех дней недалеко от города Диллон, Южная Каролина и в Саванне, штат Джорджия. Частный дом на Крэйвен-стрит в Бьюфорте, Южная Каролина, известный как «Замок», использовался как дом Кэхиллов.

## Награды
- 1999, Teen Choice Awards
- 2000, Blockbuster Entertainment Awards
- 2000, Kids' Choice Awards